# Phang Nga (provincie)
Phang Nga is een Thaise provincie in het zuiden van Thailand. In december 2002 had de provincie 239.401 inwoners, het is daarmee de 72e provincie qua bevolking in Thailand. Met een oppervlakte van 4170,9 km² is het de 53e provincie qua omvang in Thailand. De provincie ligt op ongeveer 788 kilometer van Bangkok. Phang Nga grenst aan Ranong, Surat Thani, Krabi en Phuket. Phang Nga heeft een kustlijn van ongeveer 216,2 km.

## Provinciale symbolen
|  | Het zegel van Phang Nga toont het stadhuis met op de achtergrond het Phu Khao Changgebergte. Het baggerschip vertegenwoordigt de tinmijnen. De provinciale boom is Cinnamomum porrectum. De provinciale bloem is Anaxagorea javanica. |

## Natuurschoon

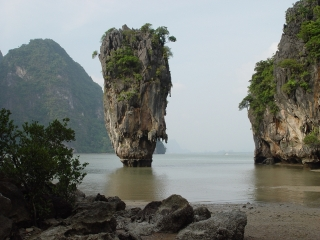
"James Bondeiland" in de baai van Phang Nga

Het gebied ligt aan een baai van een betoverende schoonheid, waar nog een klein stuk mangrovebos (een van de laatste stukjes in Thailand) te zien is. De flora en fauna van het gebied zijn adembenemend.
De baai, waaruit rotsten op willekeurige plaatsen lijken op te rijzen uit de zee, is als decor gebruikt voor vele films.
Beroemd is het zogenaamde "James Bondeiland" of Ko Tapu (zie foto) waar in 1974 "The Man with the Golden Gun" gedeeltelijk werd opgenomen. Het eiland ligt in de Phang Nga baai.
Ook de Surineilanden, een nationaal park en een populaire bestemming voor duikers, liggen in de provincie Phang Nga.

## Geschiedenis

### Tsunami's
Op 26 december 2004 verwoestten tsunami's ontstaan als gevolg van een zeebeving bij Sumatra de kuststreken van Phuket en Phang Nga. Er vielen meer dan 4.000 slachtoffers en meer dan 5000 gewonden, velen zijn achteraf gestorven aan de gevolgen van infecties. Er was grote materiële schade, vooral ten Noorden van Khao Lak waar het land slechts langzaam in hoogte klimt en de golven vrij spel hadden.
De Thai zijn een zeer veerkrachtig volk en bouwden op een tijdspannen van twee jaar de volledige regio terug uit tot wat het voordien was.
Met meer dan 4.000 doden was Khao Lak de zwaarst getroffen plaats in deze provincie.
Ook een zoon van prinses Ubol Ratana, Bhumi Jensen, kwam hierbij om het leven tijdens een verblijf in het La Flora Resort. Zijn lichaam is daags nadien gevonden op het strand.

## Politiek

### Bestuurlijke indeling
De provincie is onderverdeeld in 8 districten (Amphoe) namelijk:
| Amphoe 1. Mueang Phangnga 2. Ko Yao 3. Kapong 4. Takua Thung 5. Takua Pa 6. Khura Buri 7. Thap Put 8. Thai Mueang |